# 35 км (зупинний пункт, Придніпровська залізниця)
35 кіломе́тр — пасажирський зупинний пункт Запорізької дирекції Придніпровської залізниці на неелектрифікованій лінії Чаплине — Пологи між станціями Мечетна (13 км) та Гайчур (8 км). Розташований за декілька кілометрів від села Братське Синельниківського району Дніпропетровської області.

## Пасажирське сполучення
На платформі 35 км зупиняються приміські поїзди сполученням Чаплине — Пологи.